# بیسین سیتی، واشینگتن
بیسین سیتی (به انگلیسی: Basin City) یک منطقهٔ مسکونی در ایالات متحده آمریکا است که در شهرستان فرانکلین، واشینگتن واقع شده‌است. بیسین سیتی ۸٫۳ کیلومتر مربع مساحت و ۱٬۰۹۲ نفر جمعیت دارد و ۲۱۴ متر بالاتر از سطح دریا واقع شده‌است.